# Assorlema
Assorlema (Asorlema) ist eine osttimoresische Aldeia im Suco Metagou (Verwaltungsamt Bazartete, Gemeinde Liquiçá). 2015 lebten in der Aldeia 674 Menschen.

## Geographie
Assorlema bildet den Süden des Sucos Metagou. Nördlich liegt die Aldeia Caleulema. Im Osten grenzt Assorlema an den Suco Leorema und im Westen und Süden an das Verwaltungsamt Liquiçá mit seinen Sucos Luculai und Darulete. Der Fluss Caray entspringt im Westen von Assorlema und fließt in Richtung Luculai ab. Er ist ein Quellfluss des Gularkoo.
Das Dorf Assorlema befindet sich auf einem Bergrücken, der von Süden nach Osten und Norden die Aldeia umschließt. Auf ihm liegt eine Straße, an der sich im Norden eine weitere Siedlung befindet. Eine dritte Siedlung liegt eingerahmt vom Berg im Westen der Aldeia.

## Politik
2023 wurde Jorge dos Santos zum Chefe de Aldeia gewählt.